# کوه اژپستا
کوه اژپستا (به لاتین: Mount Agepsta) یک کوه در گرجستان است. کوه اژپستا ۳٬۳۵۷ متر بالاتر از سطح دریا واقع شده‌است.